# 931

## Narození
- ? – Adéla Burgundská, italská a německá královna, římská císařovna
- ? – Adalbert II. Ivrejský, italský král v letech 950–961 († 30. dubna 972)

## Hlavy států
- České knížectví – Václav I. (Boleslav I. za předpokladu Václavova úmrtí 929)
- Papež – Štěpán VII. – Jan XI.
- Anglické království – Ethelstan
- Skotské království – Konstantin II. Skotský
- Východofranská říše – Jindřich I. Ptáčník
- Západofranská říše – Rudolf Burgundský
- Uherské království – Zoltán
- První bulharská říše – Petr I. Bulharský
- Byzanc – Konstantin VII. Porfyrogennetos